# فيل مالوني
فيل مالوني هو لاعب هوكي الجليد كندي، ولد في 6 أكتوبر 1927 في أوتاوا في كندا.

## وصلات خارجية
- فيل مالوني على موقع دوري الهوكي الوطني (الإنجليزية)
- فيل مالوني على موقع قاعة مشاهير الهوكي (لاعب أن.إتش.أل) (الإنجليزية)
- فيل مالوني على موقع EliteProspects.com (الإنجليزية)
- فيل مالوني على موقع HockeyDB.com (الإنجليزية)
- فيل مالوني على موقع Hockey-Reference.com (الإنجليزية)